# Бертон-апон-Трент
Бертон-апон-Трент (англ. Burton upon Trent) або Бертон-он-Трент (англ. Burton-on-Trent) — місто у Великій Британії, в Англії, на сході графстві Стаффордшир, на межі з графством Дербішир. 2011 року населення міста становило 72 299.
Місто відоме броварством. Бертон виник в середні століття як поселення навколо Бертонського абатства. У XIV-XV століттях, після побудови великого моста через Трент, Бертон виріс у ринкове містечко.
Місто обслуговує залізнична станція Бертон-он-Трент. Місто також було початковою і кінцевою станцією нині неіснуючої Південної Стаффордширської лінії, яка з'єднувала його з Лічфілдом, Уолсолом, Дадлі і Старбриджем.

## Міста-побратими
- Блантайр, Малаві
- Елкгарт, Індіана, США
- Лінген, Німеччина
- Рошфор, Франція
- Туйсеркан, Іран
- Белява, Польща